# Euridika od Arga
Za ženu pjesnika Orfeja, pogledajte „Euridika”.
Prema grčkoj mitologiji, Euridika (grčki Εὐρυδίκη, Eurydikē = „široka pravda”) bila je princeza Sparte i kraljica Arga. Bila je kći kralja Lakedemona i njegove žene Sparte te tako sestra kralja Amikle.
Euridikin je suprug bio Akrizije, kralj Arga, kojem je rodila kćeri Danaju i Evaretu. Akrizije nije bio zadovoljan jer mu Euridika nije rodila sina. Preko Danaje, Euridika je bila baka junaka Perzeja.